# Puente Ferroviario de Farelo
El Puente Ferroviario de Farelo, también conocido por Puente del Farelo o Puente de la Ribera del Farelo, es una infraestructura ferroviaria de la Línea del Algarve, que cruza la Ribera del Farelo, en el ayuntamiento de Portimão, en Portugal.

## Características físicas

### Localización
El puente se localiza junto a la aldea de Figueira, en la parroquias de Mexilhoeira Grande.

### Características
Transporta una vía única ferroviaria, en ancho ibérico. El tablero, en hormigón armado, presenta cerca 24 metros de longitud, siendo soportado por dos cabeceras con 5 metros de extensión, totalizando, aproximadamente, 34 metros; tanto el tablero como las cabeceras presentan un ancho aproximado de 6 metros.

## Historia
El Puente del Farelo fue referido en el anteproyecto para el tramo entre Portimão y Lagos del Ramal de Lagos, elaborado por el ingeniero António da Conceição Parreira el 20 de marzo de 1899.
Su construcción, terminada en 1913, es considerada un marco en la historia de la introducción del hormigón armado en Portugal.
El puente fue inaugurado, junto con el tramo entre Lagos y Portimão del Ramal de Lagos, el 30 de julio de 1922; en 1992, este tramo fue integrado en la Línea del Algarve